# 李传良
李传良（1963年9月27日—），中華人民共和國政治人物，生于黑龙江省鸡西市，早年就读清华大学经济管理学院高级管理人员工商管理专业，1983年9月参加工作，1990年6月加入中国共产党，曾任黑龙江省鸡西市和鹤岗市副市长。2017年3月辭去公職，随后移居美国。中国政府指控其涉嫌巨额贪腐，在案发前转移资产潜逃美国。

## 生平
1963年9月27日，李传良出生在黑龙江省鸡西市。1981年，李传良进入绥化供销学校财会专业学习，1983年毕业后分配至鸡西市财政局工财科工作，1987年12月升任副科长，1990年6月加入中国共产党，1993年10月升任科长。1996年12月，李传良调任鸡西市钢铁公司总会计师。1997年9月，李传良升任鸡西市财政局副局长。
2000年5月，李传良调任黑龙江省鑫正投资担保公司总经理。2003年7月，他回到鸡西市财政局，出任党组书记、局长，兼任市国资办主任、市农业开发办主任。在担任鸡西市财政局局长期间，他曾实名举报时任中共鸡西市委书记许兆君违规报销家人差旅费行为，后来许兆君也因违纪被黑龙江省纪委立案调查。界面新闻报道称，当时因李传良拒绝报销，许兆君动了双规李传良的念头，开始调查李传良；李传良获知信息后，也开始搜集许兆君的违法证据，并向纪委举报其违法报销发票；但后来两人握手言和，2012年4月，李传良出任鸡西市人民政府党组成员、副市长。2014年4月，李传良调到鹤岗市，出任鹤岗市人民政府党组成员、副市长。
2017年3月（其本人自称2014年5月），李传良辞职，并于2018年11月15日离开中国大陆，前往美国。

## 移居美国之后
2020年8月21日，李传良宣布退出中国共产党。
2020年8月25日，李传良在美國接受多家媒体採訪時自称，因无法忍受中国官场的腐败而主动请辞，並表示自己已退出中國共產黨加入中國民主黨，同時還認為中共體制內像蔡霞一樣對中共體制不滿的人有不少，但很多人害怕被舉報從而敢怒不敢言。
2020年9月7日，中国中央纪委国家监委宣称李传良涉嫌严重违法犯罪，并指出他在担任鸡西市财政局长、市政府副市长期间，涉嫌利用职务便利，通过骗取、侵吞等方式，贪污巨额国有资金；涉嫌收受他人贿赂；长期搞钱色交易。并为了躲避调查获得庇护已逃至美国，亦向境外转移部分涉案赃款。9月20日，黑龙江省人民检察院批准逮捕李传良。12月1日，黑龙江省公安厅对李传良发布通缉令。
2022年发布的牡丹江市东安区人民法院刑事判决书称，2014年7月，李传良向香港转移违法所得人民币500万元，并存入汇丰银行。协助转移违法所得的两人被判处有期徒刑。
2024年10月11日，《人民法院报》刊发牡丹江中院关于李传良贪腐案的公告，公告显示李传良案涉案资产超31亿元。牡丹江市检察院没收违法所得申请书称，李传良在担任公职期间及辞去公职后，利用自身和其他国家工作人员的职务便利，侵吞、骗取公共财物共计人民币29.2586亿余元；非法收受他人财物共计人民币4892.1128万元；挪用公款共计人民币1.1亿元，进行营利活动；擅自使用国有资金注册公司、擅自决定由其实际控制的公司承揽工程，违法所得及收益共计人民币7325.185136万元。李传良使用上述违法所得投入到其个人实际控制的公司、项目中，用于土地开发、房产开发、工程建设等，以及购买房产、车辆、土地、设备等。案发后已有资金共计人民币14.0987亿余元被扣押、冻结，另有1021处房产、土地、滩涂27宗、林地8宗被查封，汽车38辆、机械设备10台（套）被扣押，18家公司股权被冻结。
李传良回应公告称，公告所列资产包括合法资产，自己被立案因为批评中国疫情政策，中国司法机关和媒体对他污名化。